# Casa del suono
La Casa del Suono è un museo di Parma, dedicato alla storia e alla evoluzione degli strumenti per riprodurre e trasmettere suoni.

## Storia
La Casa del Suono fu aperta al pubblico il 24 maggio del 2007 all'interno della seicentesca chiesa sconsacrata di Santa Elisabetta, al termine dei lavori di ristrutturazione dell'edificio.
L'inaugurazione ufficiale avvenne il 20 dicembre del 2008, alla presenza del sindaco Pietro Vignali, del rettore magnifico dell'Università degli Studi di Parma Gino Ferretti, del membro del Consiglio generale della Fondazione Cariparma don Alfredo Bianchi e del presidente e responsabile scientifico dell'istituzione Marco Capra.

## Percorso espositivo
Il museo espone una raccolta storica di strumenti che permettono la riproduzione e la trasmissione del suono.
Sono circa 400 pezzi che vanno dai primi esemplari di fonografi e di radio a galena, tra la fine dell'Ottocento e gli inizi del secolo successivo, passando per le radio a transistor, i dischi a 33 e 45 giri, i mangiadischi e i registratori a cassetta della metà del novecento, fino ai lettori di Compact Disc e ai riproduttori digitali della nostra epoca.
Gran parte dell'esposizione è composta da apparecchi  della Collezione Patanè fino alla metà del Novecento e da apparecchi di proprietà della Casa della Musica o provenienti da donazioni e depositi per i decenni successivi.
Giovanni Patanè nasce a Giarre in provincia di Catania nel 1924 e muore a Parma nel 2000. Per vent'anni parroco a Gaione in provincia di Parma, Patanè, negli anni Sessanta, comincia a raccogliere  radio e strumenti di riproduzione sonora creando così una collezione fondamentale.

### Il lampadario sonoro

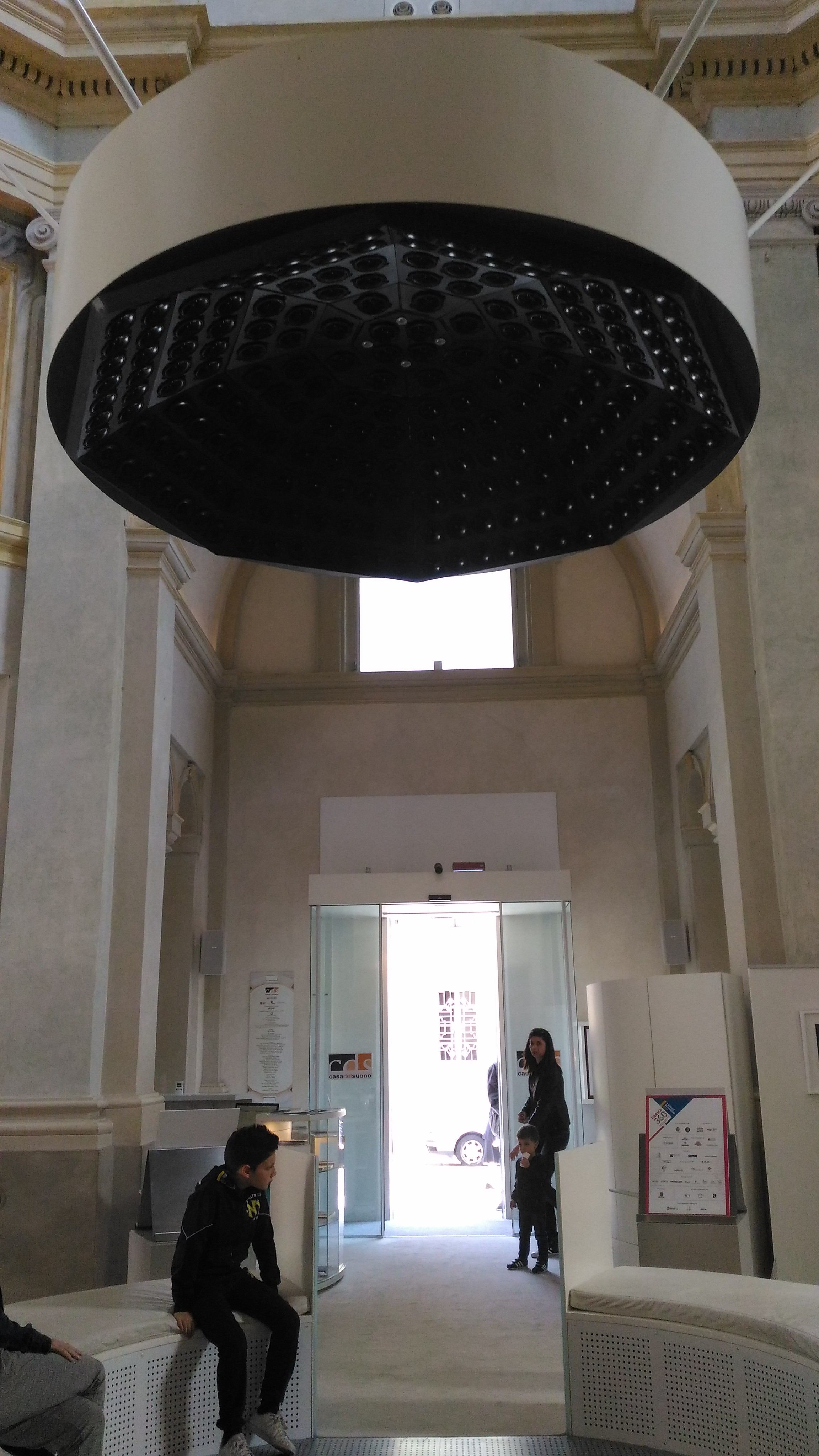
Lampadario sonoro

Un'installazione a 4 metri d'altezza che, con i suoi 228 speakers raggruppati in 64 canali audio, permette all'ascoltatore di percepire "piogge sonore" che si spostano nello spazio dedicato.
La realizzazione, unica nel suo genere, è nata da un'idea di Alessandro Rigolli e del ricercatore Paolo Martignon, che ne ha sviluppato il progetto.

### La Sala bianca
Ospita un sistema surround avanzato, basato sulla Wave Field Synthesis (WFS) con un'Installazione audio composta da 189 altoparlanti, disposti in tutto il perimetro a un metro e cinquanta d'altezza, che permettono di creare sorgenti sonore virtuali che si muovono tridimensionalmente intorno l'ascoltatore.
Ogni nicchia della chiesa rappresenta un periodo storico e un'evoluzione ben precisa suddivisa in temi:

### Dal fonografo al grammofono (il suono riprodotto)

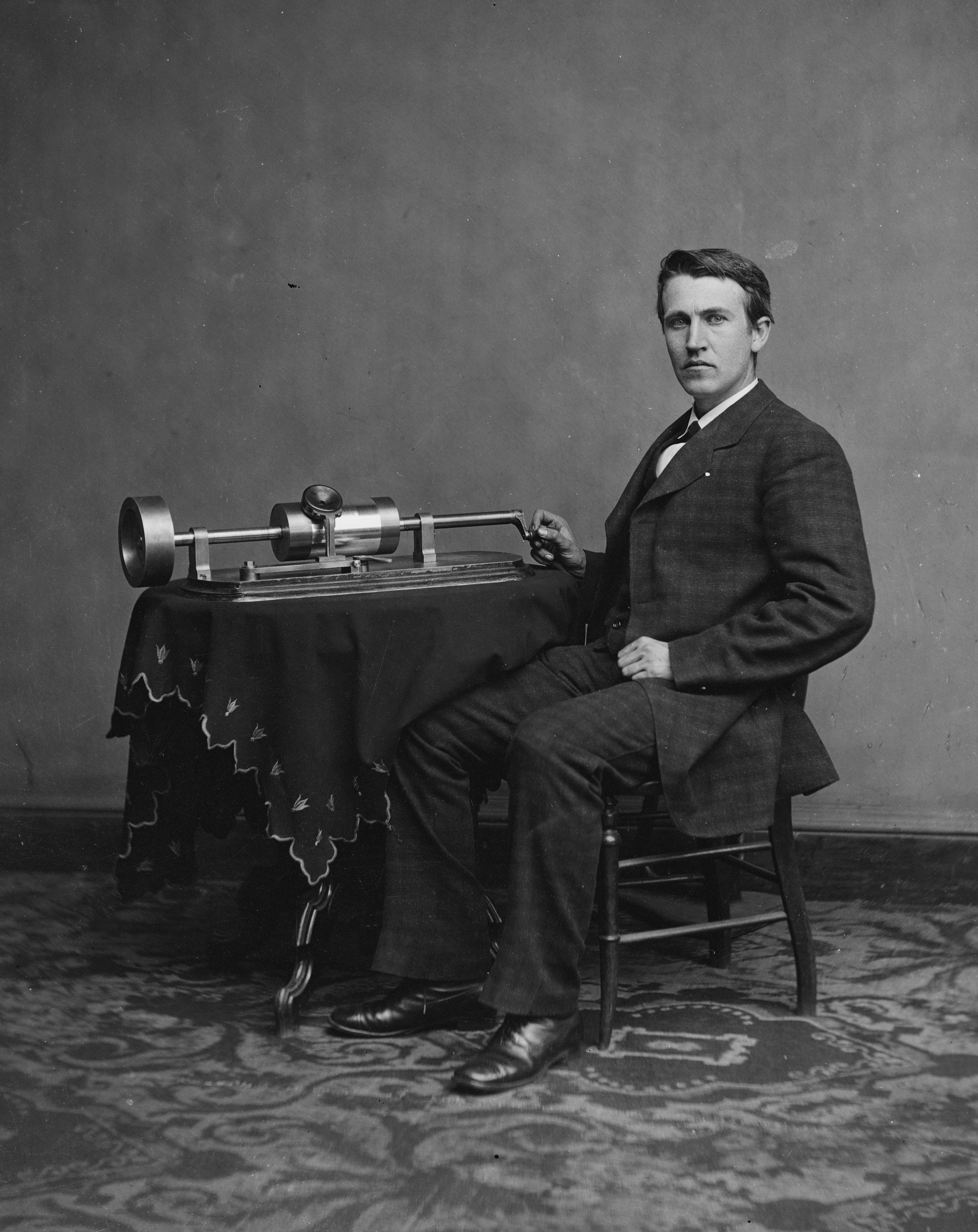
Edison e il suo fonografo

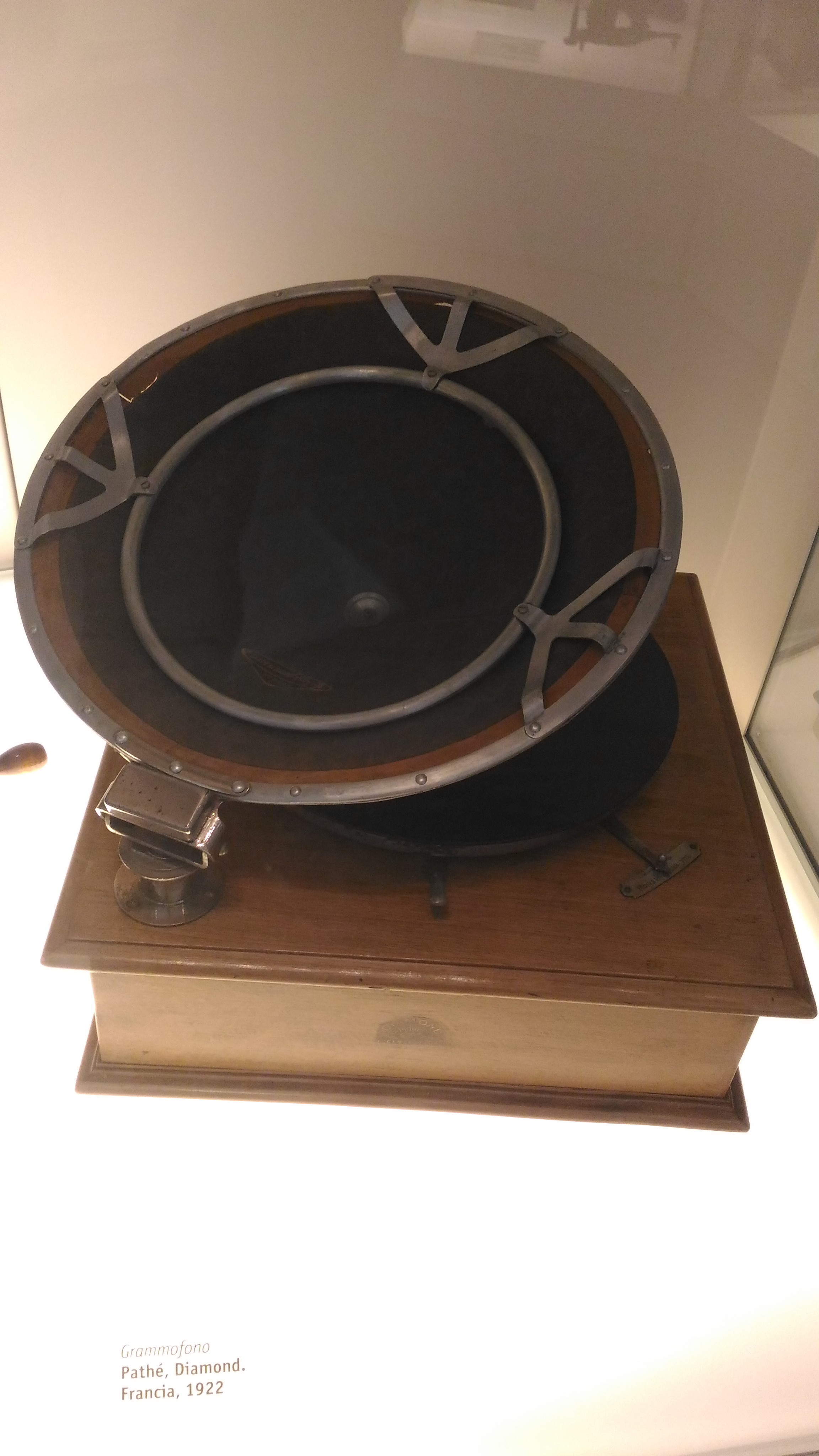
Grammofono Pathè, Diamond. Francia,1922 esposto alla casa della musica

Nel 1878 Thomas A. Edison inventa il fonografo. Inizia così la storia della riproduzione del suono. Pochi anni più' tardi, negli stati uniti, Emile Berliner inventa il grammofono. Queste due scoperte iniziano una nuova percezione del suono e della musica.
Le registrazioni storiche che puoi ascoltare in questa sezione:
1903

Gioachino Rossini, Petite Messe Solenelle: “Crucifixus” Alessandro Moreschi (contraltista)

Giuseppe Verdi, Otello: “Niun mi tema”, Francesco Tamagno (tenore)

Giuseppe Verdi, La traviata: “Ah! fors'è lui”, Gemma Bellincioni (soprano)
1904

Ruggero Leoncavallo, Mattinata, Enrico Caruso (tenore), Ruggero Leoncavallo (pianoforte)

Giuseppe Verdi, Otello: “Era la notte”, Victor Maurel (baritono)
1905

Charles Gounod, Faust: Aria dei gioielli, Adelina Patti (soprano)

Vincenzo Bellini, I puritani: “A te o cara”, Alessandro Bonci (tenore)
1906

Giuseppe Verdi, Ernani: “Vieni meco, sol di rose”, Mattia Battistini (baritono)

Giacomo Puccini, La bohème: Entrata di Schaunard, Antonio Magini-Coletti (baritono)
1910

Giuseppe Verdi, Otello: “Ave Maria, piena di grazia”, Nellie Melba (soprano)

Pietro Mascagni, Cavalleria rusticana: Siciliana, Enrico Caruso (tenore)
1911

Giacomo Puccini, La bohème: “Sì, mi chiamano Mimì”, Claudia Muzio (soprano)

Giuseppe Verdi, I vespri siciliani: Siciliana, Ester Mazzoleni (soprano)
1913

Johann Sebastian Bach, Partita n. 1 in si min. BWV 1002: Tempo di Borea, Maud Powell (violino)

Anonimo, Fenesta ca lucive, Enrico Caruso (tenore)
1914

Giuseppe Verdi, Nabucco: “Chi mi toglie il regio scettro”, Carlo Galeffi (baritono)

### La nascita della Radio (il suono trasmesso)

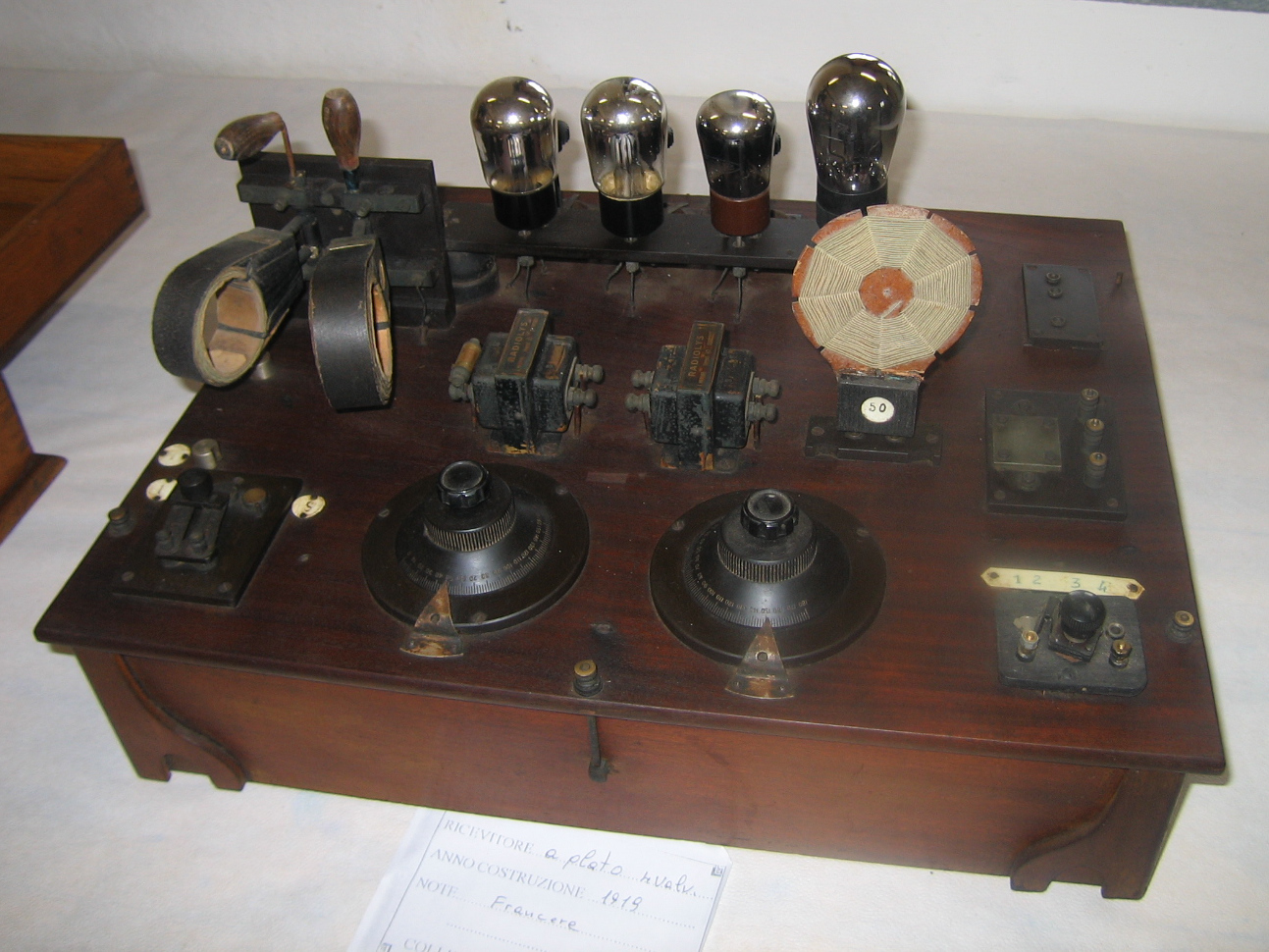
ricevitore a plato a quattro valvole 1919

Guglielmo Marconi intuisce che con le onde elettromagnetiche si possono trasmettere messaggi a distanza e senza fili. Da questa intuizione nasce l'idea delle prime radio, per poi evolversi negli anni attraverso la galena e le valvole che furono il fulcro di ogni apparecchio radio sino agli anni cinquanta.
Le registrazioni storiche che puoi ascoltare in questa sezione:
1916

Giuseppe Verdi, Rigoletto: “Pari siamo”, Giuseppe Danise (baritono)
1917

Giacomo Puccini, La bohème: Potpourri, Maud Powell (violino), Josef Pasternack (dir.)
1919

Pietro Mascagni, Cavalleria rusticana: “Voi lo sapete o mamma”, Rosa Ponselle (soprano)
1920

Umberto Giordano, Andrea Chenier: “Son sessant'anni”, Titta Ruffo (baritono)

1921

Francesco Cilea, Adriana Lecouvreur: “Io son l'umile ancella”, Claudia Muzio (soprano)

Giuseppe Verdi, La traviata: “Di Provenza”, Giuseppe Danise (baritono)

1923

Joe Oliver – Louis Armstrong, Canal street blues, King Oliver's Creole Jazz Band 

1924

Gustav Mahler, Sinfonia in do min. “Resurrection”, Berliner Staatskapelle, Oskar Fried (dir.), Emmi Leisner (soprano)

1925

Jules Massenet, Werther: “Pourquoi me réveiller”, Tito Schipa (tenore)

Adolf Henselt, Etude caracteristique, op. 2 n. 6: “Si Oiseau j'etais”, Benno Moiseiwitch (pianoforte)

Johann Sebastian Bach, Partita n. 1 in si min. per violino solo BWV 1002: Bourrée, Ossip Gabrilowitsch (violino)

1926

Gioachino Rossini, Il barbiere di Siviglia: “Largo al factotum”, Carlo Galeffi (baritono)

Modest P. Musorgskij, Boris Godunov: Morte di Boris, Fjodor Chaliapine (basso)

Gioachino Rossini, Il barbiere di Siviglia: “Se il mio nome”, Tito Schipa (tenore)

Ludwig van Beethoven, Concerto per violino in re magg. op. 61: Allegro ma non troppo, Berlin State Opera Orchestra, Leo Blech (dir.), Fritz Kreisler (violino)

### Un nuovo elettrodomestico (il suono in casa)

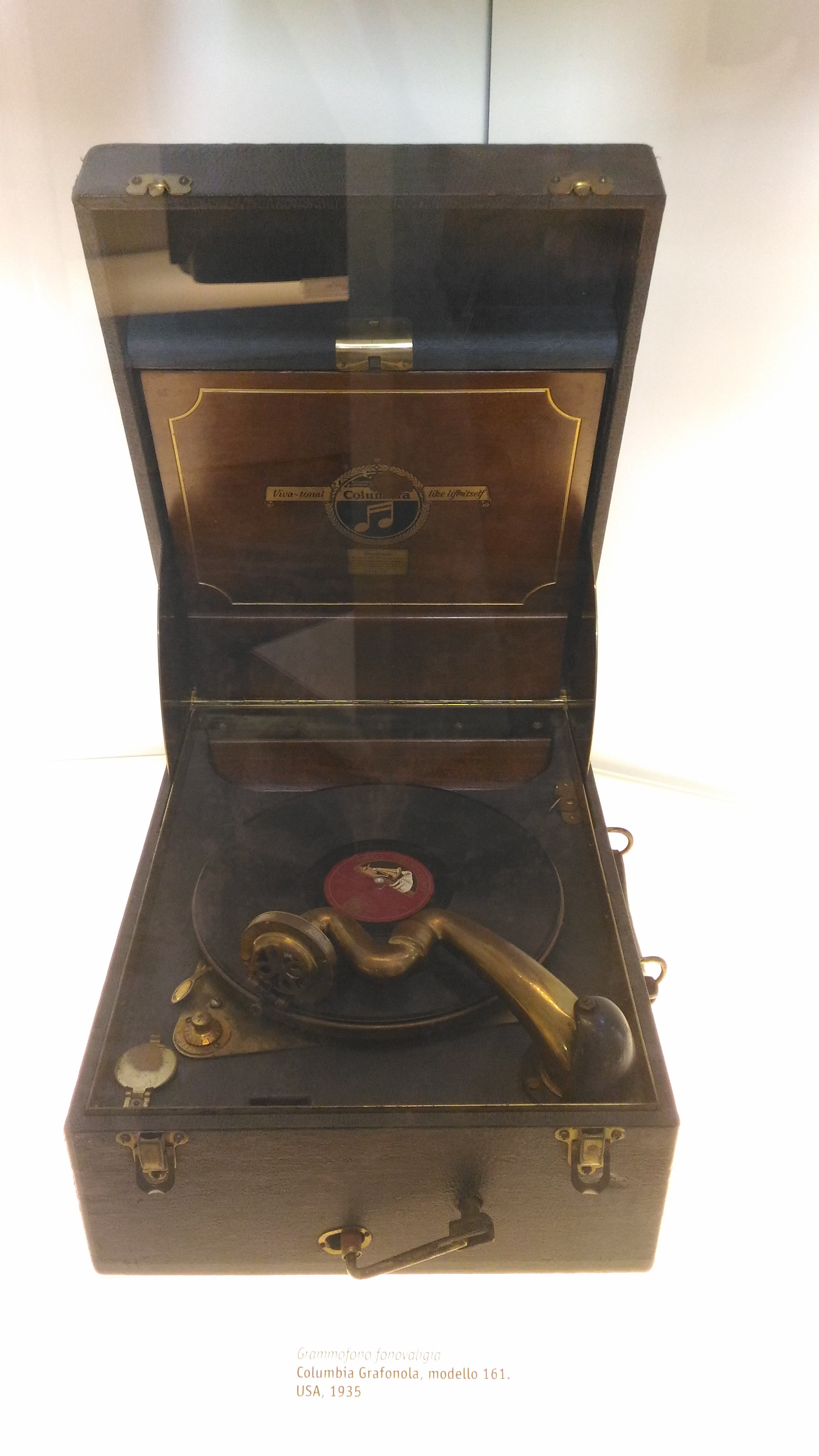
Grammofono fonovaligia Columbia Grafonola, modello 161. USA,1935 esposto alla Casa del suono

La radio, fin dal secondo decennio del novecento, viene considerata come un prodotto di comunicazione di massa e cominciano trasmissioni radiofoniche pubbliche.
Le registrazioni storiche che puoi ascoltare in questa sezione:
1926

Osman Pérez Freire, Ay, ay, ay, Tito Schipa (tenore)

Johann Sebastian Bach, Sonata n. 1 in sol magg. BWV 1001: Adagio, Berlin State Opera Orchestra, Leo Blech (dir.), Fritz Kreisler (violino).
1927

Richard Wagner, Lohengrin: “Mercè, cigno gentil”, Aureliano Pertile (tenore)

Giuseppe Verdi, Luisa Miller: “Quando le sere al placido”, Aureliano Pertile (tenore)

Giacomo Puccini, Manon Lescaut: “Ah! non v'avvicinate!”, Aureliano Pertile (tenore)

C. Arona – G. Drovetti, La campana di San Giusto, Giuseppe Danise (baritono)

Henry Myers – Charles Schwab, Slow River, Jean Goldkette & his orchestra, Bix Beiderbecke (tromba)

Domenico Scarlatti, Pastorale in mi min. – Capriccio in mi magg., Benno Moiseiwitch (pianoforte)

George Gershwin, Rhapsody in Blue, George Gershwin (pianoforte), Paul Whiteman & his Orchestra

Arrigo Boito, Mefistofele: “Giunto sul passo estremo”, Beniamino Gigli (tenore)

Felix Mendelssohn, Song without words n. 3 in la, op. 19 n. 3, Benno Moiseiwitch (pianoforte)

Henry Creamer – J.T. Layton, Way down yonder in New Orleans, Frankie Trumbauer & his Orchestra, Bix Beiderbecke (tromba)
1928

Vincenzo Bellini, I puritani: “A te o cara”, Giacomo Lauri Volpi (tenore)

Richard Wagner, La Walkiria: “Canto della Primavera”, Giuseppe Borgatti (tenore)

Louis Alter, Manhattan Serenade, Victor Salon Orchestra, Nathaniel Shilkret (dir.)

### Dal mobile al portatile (il suono in tasca)

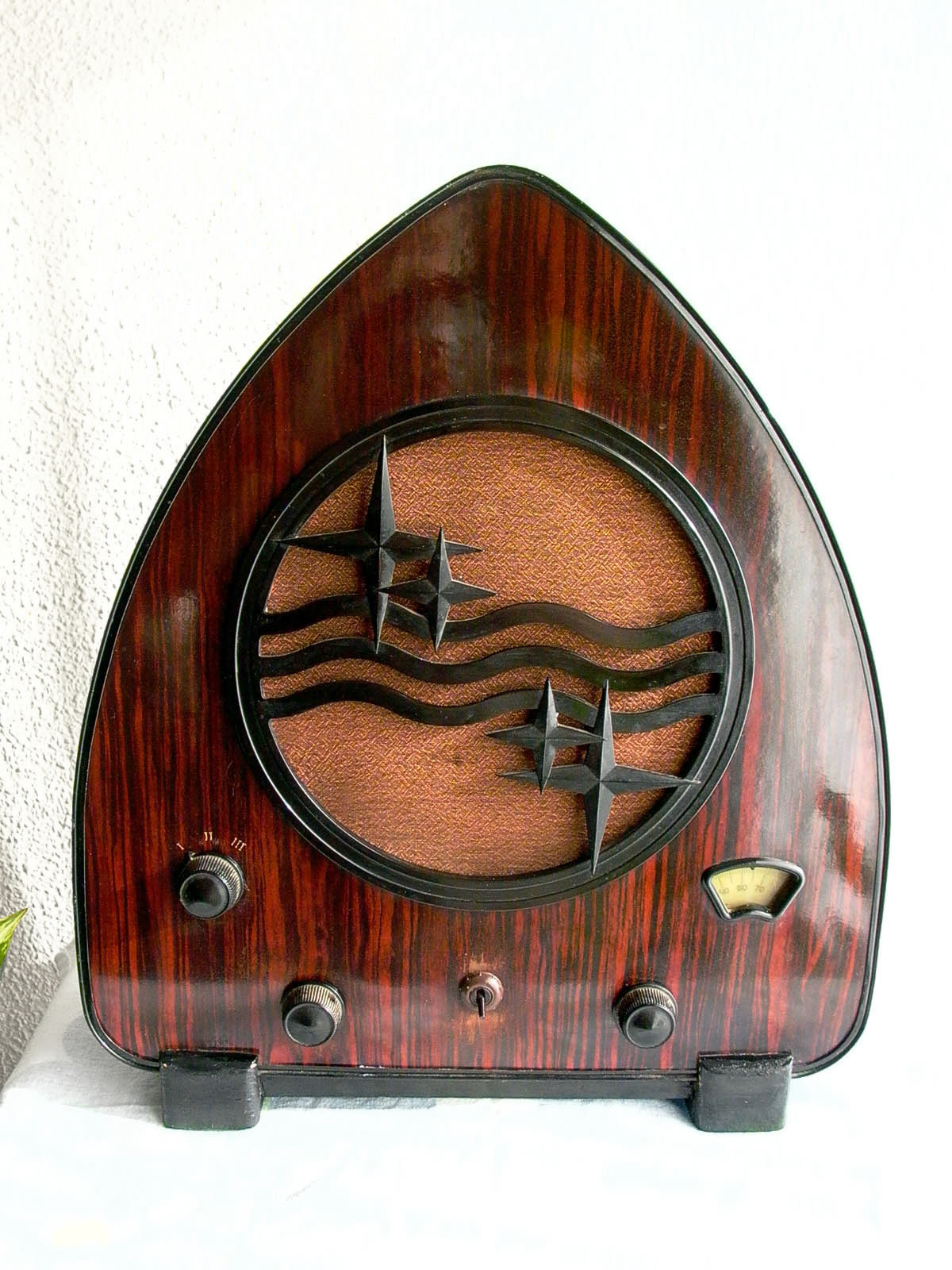
Philips modello 930A del 1931

Con la tecnologia si comincia a pensare al portatile e quindi inizialmente a riproduttori di dischi, fonovaligie e grammofoni, primi esempi di miniaturizzazione nel campo della riproduzione sonora.
Le registrazioni storiche che puoi ascoltare in questa sezione:
1929

Vincenzo Bellini, Norma: “Ah! del Tebro al giogo indegno”, Ezio Pinza (basso)

Giuseppe Verdi, La traviata: Preludio atto I, New York Philharmonic, Arturo Toscanini (dir.)
1930

Wolfgang A. Mozart, Don Giovanni: “Deh! vieni alla finestra”, Ezio Pinza (basso)

Gioachino Rossini, Mosè: Invocazione, Nazzareno De Angelis (basso)

Johannes Brahms, Sinfonia n. 1 in do min. op. 68, Concertgebouw Orchestra of Amsterdam, Wilhelm Mengelberg (dir.)
Anni 30

Franz Lehár, Le pays du sourire: “Je t'ai donné mon coeur”, Georges Thill (tenore)

Reynaldo Hahn, La Barchetta, chanson vénitienne, Georges Thill (tenore)
1931

Richard Wagner, Die Meistersinger von Nürnberg: “Das schöne Fest”, Alexander Kipnis (basso)
Bing Crosby, Sweet and Lovely, Studio Orchestra, Bing Crosby (voce)
William Gilbert – Arthur Sullivan, The Gondoliers highlight: “Buon giorno signorine”, Columbia Light Opera Company, Joseph Batten
1932

Ludwig van Beethoven, Sonata per pianoforte n. 27 in mi min. op. 90, Artur Schnabel (pianoforte)

Frederic Chopin, Scherzo n. 2 in si min. op. 31, Artur Rubinstein (pianoforte)
1933

Franz Schubert, Ständchen, Richard Tauber (tenore)
1934

Wolfgang A. Mozart, Sinfonia n. 39 in mi bem. magg.: Adagio-Allegro, BBC Symphony Orchestra, Bruno Walter (dir.)

### Un nuovo bene di consumo (il suono per tutti)

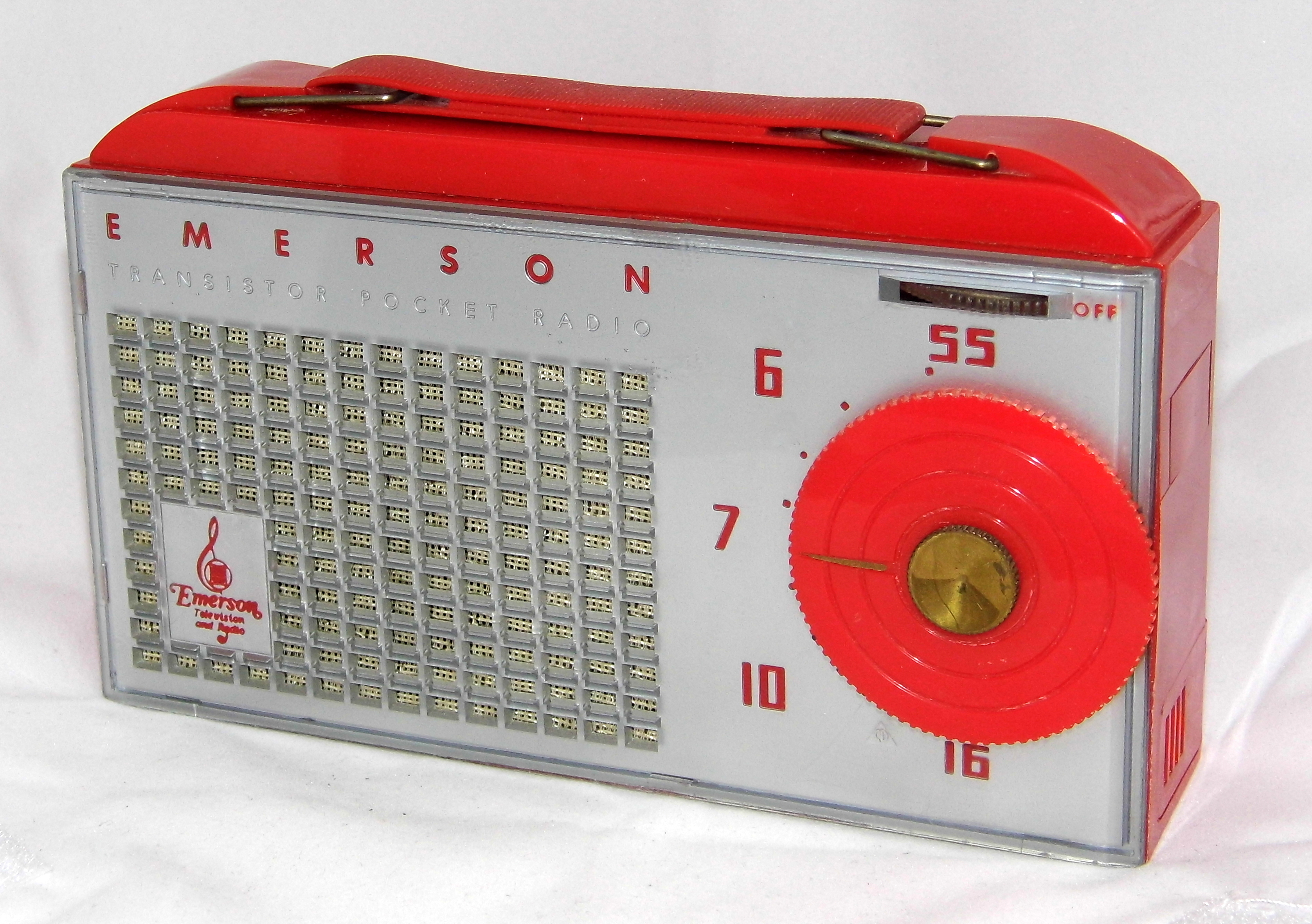
Vintage Emerson 838 con 2 transistor,Made In USA, Circa 1955

Nella seconda metà del novecento il pubblico è sempre più' vasto e la riproduzione sempre migliore  e a basso costo grazie all'invenzione del transistor che sostituisce la valvola e permette di produrre apparecchi più' piccoli e più' economici.
Le registrazioni storiche che puoi ascoltare in questa sezione:
1935

Antonin Dvorak, Legend op. 59 n. 3, London Philharmonic Orchestra, Thomas Beecham (dir.)

Louis Armstong – Zilner Randolph, Old man mose, Louis Armstrong & his Orchestra, Louis Armstrong (voce)
1936

Camille Sant-Saëns, Sansone e Dalila: “S'apre per te il mio cor”, Ebe Stignani (mezzosoprano)

Duke Ellington – Irving Mills, Mood Indigo, Duke Ellington (pianoforte)
1939

E.Y. Harburg – H. Arlen, Over the rainbow, The MGM Studio Orchestra, Judy Garland (voce)

Giuseppe Verdi, Il Trovatore: “Il balen del tuo sorriso", Carlo Tagliabue (baritono)

Glenn Miller, Moonlight Serenade, Glenn Miller (clarinetto) & his orchestra
1940

Richard Wagner, Siegfried: “Hoho! Schmiede, mein Hammer”, Lauritz Melchior (tenore)

Francesco Cilea, Adriana Lecouvreur: “Io son l'umile ancella”, Magda Olivero (soprano)
1943

Pëtr Il'ič Čajkovskij, Concerto per pianoforte n. 1 in si min. op. 23: Allegro non troppo, NBC Symphony Orchestra, Vladimir Horowitz (pianoforte), Arturo Toscanini (dir.)
1945

Dizzy Gillespie, Be-Bop, Howard McGhee Quintet
1946

Igor Stravinskij, Ebony Concerto, Woody Herman (clarinet) & The Nerd, Walter Hendl (dir.)
1947

Franz Liszt, Sonetto di Petrarca n. 104, Sonetto di Petrarca n. 104
1949

Vincenzo Bellini, Norma: “Casta Diva… Ah! Bello a me ritorna”, Orch. Sinf. di Torino della Radio Italiana, Arturo Basile (dir.), Maria Callas (soprano)
1950

Alfredo Catalani, Wally: “Ebben, ne andrò lontana”, Renata Tebaldi (soprano)
1952

Gustav Mahler, Sinfonia n. 10, Orchester der Wiener Staatsoper, Hermann Scherchen (dir.)

### Dall'analogico al digitale (il suono nuovo)

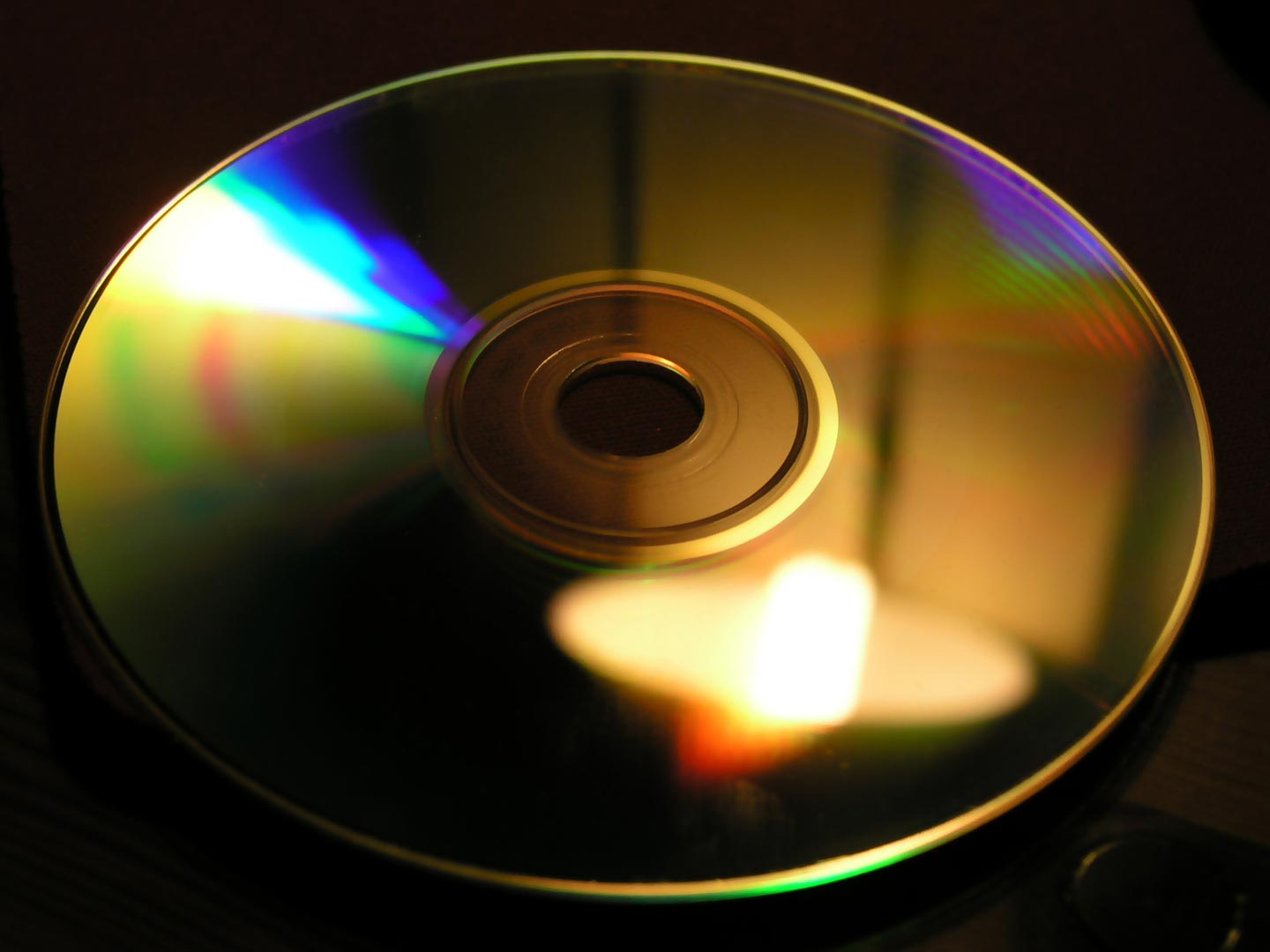
Compact Disc

Dopo un secolo il disco viene sostituito dal Compact Disc che utilizza un metodo di registrazione digitale e non p[iu' analogica.
Le registrazioni che puoi ascoltare in questa sezione:
1954

Bill Monroe, Blue Moon of Kentucky, Elvis Presley (voce)
1955

Claude Debussy, Poisson d'or, Arturo Benedetti Michelangeli (pianoforte)
1959

Miles Davis, So What, Miles Davis (tromba) (Adderley, Kelly, Coltrane, Evans, Chambers, Cobb)
1965

Alban Berg, Streich Quartet, op. 3, Langsam, Weller Quartet
1966

Gioachino Rossini, Semiramide: “Bel raggio lusinghier”, Marylin Horne (mezzosoprano)
1967

György Ligeti, Chamber Concerto: Movimento preciso e meccanico, London Sinfonietta, David Atherton (dir.)
1969

Cathy Berberian, Stripsody, Cathy Berberian (mezzosoprano)

Kurt Weil, Surabaya Johnny, Cathy Berberian (mezzosoprano), Bruno Canino (pianoforte)
1970

Luciano Berio, Laborintus 2, prima parte, Ensemble Musique Vivante, Luciano Berio (dir.)
1971

Jimmy Page – Robert Plant, Stairway to heaven, Led Zeppelin
1973

Roger Waters, Money, Pink Floyd
1975

Keith Jarrett, The Koln Concert: part I, Keith Jarrett
1977

Edgard Varèse, Octandre: Très vif et nerveux, Ensemble InterContemporain, Pierre Boulez (dir.)
1981

Johann Sebastian Bach, Goldberg Variation BWV 988: Aria, Glenn Gould
1990

Emmett (arr. Aaron Copland), The boatsmen's dance, Samuel Ramey (basso), Warren Jones (pianoforte)